# 延昌 (僧)
延昌（えんしょう、元慶4年（880年）- 応和4年1月15日（964年2月6日））は、平安時代中期の天台宗の僧。加賀国江沼郡の出身。諡号は慈念。

## 略歴
幼い頃に出家し、比叡山に上って円仁の弟子である玄昭に師事して顕教・密教を学んだ。また、長意から受戒している。その後は、毎日尊勝陀羅尼を誦読し、毎月15日には諸々の僧を招いて阿弥陀讃をとなえて西方浄土を祈願したとされる。承平5年（935年）に法性寺阿闍梨、天慶2年（939年）に法性寺座主、天慶3年（940年）に内供奉十禅師、天慶8年（945年）に律師、天慶9年（946年）に天台座主と歴任し、天徳2年（958年）には僧正に至った。朱雀・村上両天皇の帰依を受け、その師となった。
上記の学文せざる子のエピソードは延昌である、と『御遺文講義』にある。